# Giấy

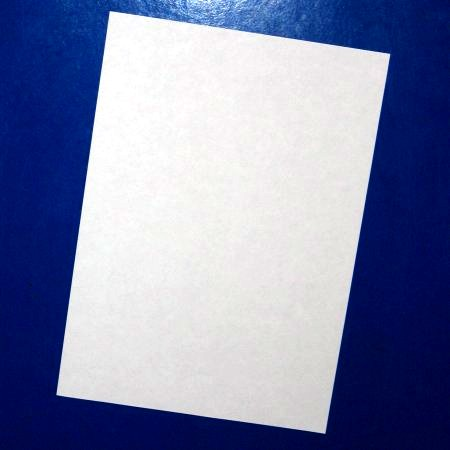
Một tờ giấy vẽ

Giấy là một loại vật liệu mỏng được làm từ chất xơ dày từ vài trăm µm cho đến vài cm, thường có nguồn gốc thực vật, và được tạo thành mạng lưới bởi lực liên kết hiđrô không có chất kết dính. Thông thường giấy được sử dụng dưới dạng những lớp mỏng nhưng cũng có thể dùng để tạo hình các vật lớn (papier-mâché). Trên nguyên tắc giấy được sản xuất từ bột gỗ hay bột giấy. Loại giấy quan trọng nhất về văn hóa là giấy viết. Bên cạnh đó giấy được sử dụng làm vật liệu bao bì, trong nội thất như giấy dán tường, giấy vệ sinh hay trong thủ công trang trí, đặc biệt là ở Nhật và Trung Quốc.
Trước khi phát minh ra giấy, con người đã ghi chép lại các văn kiện là các hình vẽ trong các hang động hoặc khắc lên các tấm bia bằng đất sét, và sau đó nữa là người ta dùng da để lưu trữ các văn kiện. Kể từ khi người Trung Quốc phát minh ra giấy vào năm 105, giấy đã bắt đầu được sử dụng rộng rãi ở Trung Quốc và mãi cho đến năm 750, kỹ thuật sản xuất giấy mới lan truyền đến phương Tây thông qua Samarkand bởi các tù binh người Trung Quốc bị bắt trong Trận Đát La Tư giữa nhà Đường và nhà Abbas của người Hồi giáo. Giấy được mang đến châu Âu từ thế kỷ thứ 12 qua các giao lưu văn hóa giữa phương Tây Thiên chúa giáo và phương Đông Ả Rập cũng như qua nước Tây Ban Nha thời kỳ Hồi giáo.

## Lịch sử

### Trước khi có giấy

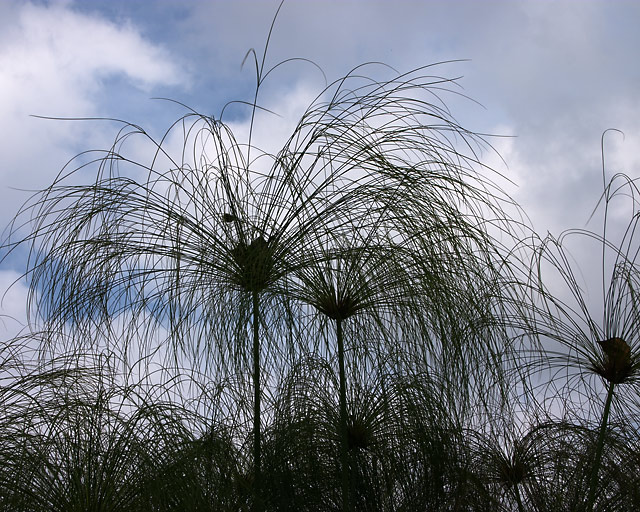
Cây cói giấy

Các hình vẽ trong hang động là những văn kiện lâu đời nhất do con người vẽ bằng bột màu. Người Sumer, có nền văn hóa cao lâu đời nhất được biết đến, viết trên những tấm bia bằng đất sét (văn tự hình nêm, bắt đầu từ khoảng 3300 năm trước Công nguyên). Các vật liệu hữu cơ dùng để viết lên sau đó ít bền hơn. Nếu không có những tấm bia bằng đất sét của người Sumer chúng ta biết rất ít về thời gian này. Da, giấy da (parchment), gỗ, vỏ cây, giấy cói (giấy chỉ thảo) - có ở Ai Cập khoảng 3000 năm trước Công nguyên - và giấy đều có thể cháy và bị phân hủy sinh học.
Giấy cói (giấy chỉ thảo) làm bằng một loại lau sậy (cây cói giấy hay cây chỉ thảo – cyperus papyrus, họ Cói) được buộc vào với nhau và đặt chéo lên nhau trước khi được ép lại. Người ta viết trên đó bằng mực đỏ hay đen. Mực đen bao gồm bồ hóng và một dung dịch từ nhựa của cây keo (gummi arabicum). Mực đỏ được làm từ hoàng thổ. Người ta dùng một cây cọ làm từ cây sậy (cây lau) để viết.

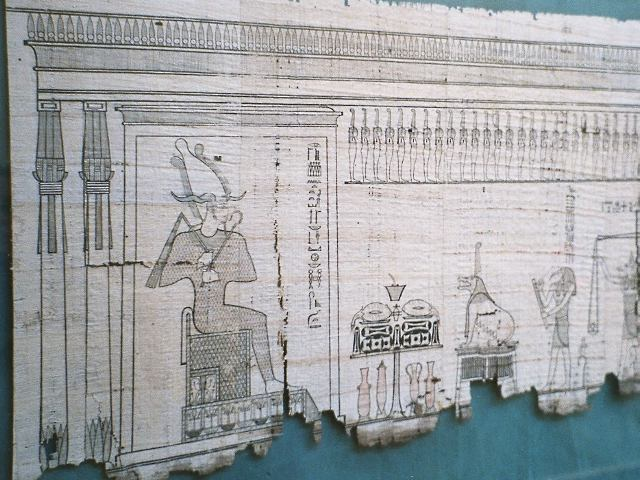
Giấy cói cổ từ Ai Cập

Mặc dù cây cói giấy (cây chỉ thảo) cũng có ở Hy Lạp nhưng không được lan truyền ra ngoài nước. Trong thế kỷ thứ 3 người Hy Lạp thay thế cọ viết bằng lông chim. Từ giấy trong các thứ tiếng ở châu Âu (papier, paper...) dẫn từ tên của cây cói giấy - papyrus.
Ngoài ra người ta còn viết trên giấy da (parchment) là loại da mỏng chưa được thuộc.
Ở Roma người ta sử dụng cả giấy cói (giấy chỉ thảo) lẫn bảng làm bằng sáp, văn thơ được khía lên bằng một cây nhọn. Dùng một tấm cạo có thể làm phẳng sáp lại và lại có thể viết lên trên tấm bảng này. Ở Ấn Độ người ta dùng lá cây cọ. Ở Trung Quốc, trước khi phát minh ra giấy, xương, vỏ sò ốc, ngà voi, sau đó là đồng thau, sắt, vàng, bạc, thiếc, thạch anh, đá, đất sét, tre và tơ lụa đều được dùng đến.
Trong thế kỷ thứ 5 (triều nhà Hậu Hán) Phạm Diệp (范曄) đã tường thuật lại:
Từ xưa người ta đã dùng thanh tre để viết, được cột lại với nhau. Cũng có một loại giấy làm từ phế phẩm của tơ lụa. Nhưng tơ lụa quá đắt còn các thanh tre thì quá nặng nên không sử dụng thích hợp. Vì thế Thái Luân (蔡倫) nghĩ ra kế làm giấy từ các vỏ thân cây, sợi thân cây, từ cây gai dầu cũng như từ vải và lưới đánh cá cũ. Năm Nguyên Hưng thứ nhất (105), ông tâu lên Hoàng thượng (Hán Hoà Đế), được vua khen thưởng cho tài năng của ông. Từ đấy giấy trở nên thông dụng và trong cả vương quốc mọi người đều gọi đó là giấy của quý nhân Thái.
Các khám phá về khảo cổ ở Trung Hoa cộng với phép tính tuổi bằng carbon phóng xạ chứng minh rằng giấy đã hiện diện từ hai thế kỷ trước Thái Luân, nhưng người ta vẫn cho Thái Luân là người phát minh ra giấy thực thụ như ngày nay.

### Phát minh ra giấy

Các công đoạn sản xuất giấy của người Trung Quốc cổ:
1. Thu thập nguyên liệu thô
2. Đun nóng
3. Cán mỏng
4. Ép nước
5. Phơi khô

Như vậy giấy làm từ tơ lụa đã được biết đến trước khi Thái Luân phát minh ra giấy trong thế kỷ thứ 1, khoảng năm 105, chủ yếu làm từ sợi bên trong của vỏ cây dâu (dâu tằm). Trước đó cũng đã có giấy làm từ cây gai dầu (Cannabis), còn được gọi là cây cần sa, như năm mẩu giấy được tìm thấy trong những năm từ 1973 đến 1978 đã chứng minh. Các ghi định thời gian được so sánh lại cho thấy các mẩu giấy này phải có nguồn gốc từ khoảng năm 140 đến 87 trước Công nguyên.
Một loại nguyên liệu giấy khác là cây thụy hương (Daphne). Cây gai dầu và thụy hương có sợi dài hơn những loại gỗ được sử dụng ngày nay và qua đó mà có độ bền cao. Hai tính chất này cho phép giấy được sử dụng vào những mục đích khác ngoài mục đích để viết. Các đồ vật để trang trí và quần áo cũng được sản xuất theo truyền thống từ giấy ở Đông Á.
Nguyên liệu làm giấy được cắt vụn ra và giã nhỏ trong nước thành bột lỏng. Các sợi được phân tán mỏng trong nước. Đầu tiên giấy được múc ra bằng một cái rây nổi trên mặt nước. Lưới ở dưới đáy rây được gắn chặt vào khung. Mỗi tờ giấy được múc ra phải được làm khô trong rây và chỉ được đem ra sau khi khô. Vì thế mà cần đến rất nhiều rây. Kỹ thuật này lan truyền đến người Thái Lan vào khoảng năm 300.
Vào khoảng năm 600 kỹ thuật múc giấy cải tiến dùng loại rây múc lan truyền đến Triều Tiên và sau đó đến Nhật. Ở loại rây múc này khung rây có thể gỡ ra khỏi rây. Tờ giấy vừa được múc có thể được lấy ra khi còn ẩm và đem đi phơi khô. Kỹ thuật này còn được sử dụng cho đến ngày nay ở các loại giấy múc bằng tay và nói chung nguyên tắc sản xuất giấy (cắt vụn, giã nhỏ trong nước, múc và hong khô) vẫn không thay đổi cho đến ngày nay.
|  |  |

Ở Nhật người ta cải tiến kỹ thuật này và pha vào bột của sợi giấy nhựa từ rễ của cây bụp mì (Abelmoschus manihot). Các sợi được phân tán đều hơn và không còn bị vón cục nữa. Loại giấy này được gọi là giấy Nhật (Washi-和紙).
Ở châu Âu sau này giấy được ép từng chồng, giữa hai tờ giấy có lót một tấm vải hay nỉ (phớt). Qua đó mà quá trình làm khô giấy được tăng nhanh hơn và giấy được nén chặt lại.

### Sử dụng giấy lan rộng
Ngay từ thế kỷ thứ 2 đã có khăn tay giấy ở Trung Quốc. Tờ Báo Bắc Kinh phát hành số đầu tiên vào năm 363 (ngưng phát hành vào năm 1936). Trong thế kỷ thứ 6 người ta đã sản xuất giấy vệ sinh từ giấy rơm rạ rẻ tiền nhất. Xưởng trong cung đã sản xuất cho triều đình 720.000 tấm giấy vệ sinh và thêm vào đó là 15.000 tấm giấy vệ sinh tẩm hương thơm, mềm và có màu vàng nhạt cho hoàng gia.
Cũng với sự bành trướng của Con đường tơ lụa, sản xuất giấy đã được truyền bá sang Triều Tiên và Việt Nam từ thế kỷ 3 và Nhật Bản vào thế kỷ 4. Giấy bắt đầu sản xuất tại Ấn Độ, Nepal, Pakistan và Bangladesh khoảng cuối thế kỷ 7

#### Tiền giấy
Ở Trung Quốc vua Đường Cao Tông (650–683) phát hành tiền giấy lần đầu tiên, được công nhận là tiền tệ trong thế kỷ thứ 10. Vào khoảng năm 1300 tiền giấy cũng được ban hành ở Nhật, Ba Tư và Ấn Độ.
Ở Việt Nam, trong quyển Khâm định Việt sử Thông giám cương mục có ghi lại 
Bính Tý, năm thứ 9 (1396). (Minh, năm Hồng Vũ thứ 29)
Tháng 4, mùa hạ. Bắt đầu ban hành tiền "thông bảo hội sao".
Thiếu bảo Vương Nhữ Chu đề nghị đổi lại chế độ. Quý Ly nghe theo, mới định chế độ tiền giấy như sau: loại 10 đồng vẽ rau rong; loại 30 đồng vẽ thủy ba; loại một tiền vẽ đám mây, loại hai tiền vẽ con rùa; loại ba tiền vẽ con lân; loại 5 tiền vẽ con phượng; loại một quan vẽ con rồng. Người nào làm giả phải tội tử hình, tịch thu điền sản sung công. Khi tiền giấy đã in xong, hạ lệnh cho dân được đem tiền thực đổi lấy tiền giấy: cứ một quan tiền thực chất đổi lấy tiền giấy một quan hai tiền. Cấm chỉ dân gian không được dùng tiền đồng, bao nhiêu tiền đồng đều nộp vào quan, nếu như người nào tàng trữ riêng hoặc tiêu dùng riêng cũng phải tội như người làm giả tiền giấy.
Năm 1298 Marco Polo đã tường thuật lại việc lan truyền rộng rãi của tiền giấy. Trong thời gian này đã có nạn lạm phát làm giảm giá trị xuống chỉ còn vào khoảng 1% của giá trị ban đầu. Để chống nạn làm tiền giả, có thời gian tiền giấy được làm từ giấy đặc biệt có các chất phụ gia như sợi tơ, thuốc trừ sâu và chất màu.

#### Giấy trongthế giới Ả Rập
Vào năm 750 hay 751, kỹ thuật sản xuất giấy lan truyền đến Samarkand, có lẽ qua các tù binh người Trung Quốc trong một cuộc tranh chấp biên giới, và từ đấy kỹ thuật này lan rộng khắp thế giới Ả Rập. Nhờ vào các khám phá mới, người ta cho rằng ở Samarkand giấy đã được biết đến và sản xuất trước đó 100 năm. Cây lanh (Linum usitatissinum) và cây gai dầu (Cannabis L.) cũng như nước đều có đầy đủ, chẳng bao lâu người Ả Rập đã xây dựng lên một công nghiệp giấy phát đạt. Giấy lan truyền nhanh chóng đến Maroc. Một cối xay giấy đã được xây ở Bagdad vào năm 795, năm 870 quyển sách làm bằng giấy đầu tiên được phát hành ở đây. Trong văn phòng của hoàng đế Harun al-Rashid người ta đã dùng giấy để viết. Sau đó là các xưởng sản xuất ở Damascus, Cairo, ở các tỉnh Bắc Phi cho đến cả phía tây.
Người Ả Rập tiếp tục cải tiến kỹ thuật sản xuất. Nhờ vào các rây múc làm bằng dây kim loại mà người ta đã có thể tạo được hình chìm trên giấy (watermark). Giấy được phủ keo tốt hơn nhờ sử dụng tinh bột. (Phủ keo là tráng một lớp mỏng keo trên mặt giấy hay pha keo vào bột giấy lỏng trước khi múc giấy để giấy láng hơn và ít hút nước hơn, mực viết lem ít hơn.) Các đơn vị đo lường diện tích được tiêu chuẩn hóa. 500 tờ giấy là một ram giấy (thếp giấy) – rizmar. Từ này là nguồn gốc cho khái niệm về đơn vị giấy vẫn còn thông dụng cho đến ngày nay trong ngành giấy: một ram giấy (tiếng Anh: ream, tiếng Đức: Ries, tiếng Pháp: rame, tiếng Tây Ban Nha: resma...).

#### Giấy ở châu Âu
Qua các giao lưu văn hóa giữa phương Tây Thiên chúa giáo và phương Đông Ả Rập cũng như qua nước Tây Ban Nha thời kỳ Hồi giáo giấy được mang đến châu Âu từ thế kỷ thứ 12. Theo như Al-Idrisi tường thuật lại sau các chuyến du lịch, ngay từ giữa thế kỷ thứ 12 ở San Felipe (Xativa) gần Valencia đã có một nền công nghiệp giấy phát đạt, xuất khẩu các loại giấy cao cấp sang cả các nước láng giềng.
Sau khi người Ả Rập bị đánh đuổi khỏi Tây Ban Nha, vùng quanh Valencia vẫn còn là nơi có tầm quan trọng trong công nghiệp giấy vì ở đây người ta trồng được cây lanh (Linum), một nguyên liệu dùng làm giấy rất tốt.
Cùng với việc sử dụng văn bản ngày càng phổ biến trong các lãnh vực khác của văn hóa (kinh tế, luật, hành chánh,...), từ giữa thế kỷ thứ 14 giấy bắt đầu cuộc tranh đua với giấy da (parchment). Kỹ thuật in sách ra đời từ giữa thế kỷ thứ 15 đã đánh dấu cho vai trò của giấy da trở thành vật liệu để viết xa xỉ. Mặc dù rẻ tiền, mãi cho đến thế kỷ thứ 17 giấy, trong vai trò là vật liệu để viết, mới đẩy lùi được giấy da tương đối đắt tiền hơn.
| Năm khởi đầu sản xuất giấy ở một số nước |                                                                                                   |
| 1100                                     | Tây Ban Nha: San Felipe (Xativa) gần Valencia                                                     |
| 1109                                     | Văn kiện lâu đời nhất được viết trên giấy tại Sicilia                                             |
| 1225                                     | Văn kiện giấy lâu đời nhất ở Pháp                                                                 |
| 1246                                     | Quyển sách của Behaim, linh mục trưởng ở Passau, là các ghi chép tay trên giấy lâu đời nhất ở Đức |
| 1268                                     | Giấy được sản xuất ở Ý (Fabriano)                                                                 |
| 1283                                     | Máy xay giấy ở Treviso                                                                            |
| 1293                                     | Máy xay giấy ở Bologna                                                                            |
| 1390                                     | Máy xay giấy đầu tiên ở Đức tại Nürnberg                                                          |
| 1469                                     | St. Pölten ở Áo                                                                                   |
| 1494                                     | Stevenage ở Anh                                                                                   |
| 1573                                     | Klippan, Thụy Điển                                                                                |
| 1575                                     | México                                                                                            |
| 1576                                     | Moskva, Nga                                                                                       |
| 1586                                     | Dordrecht, Hà Lan                                                                                 |
| 1690                                     | Germantown, Mỹ                                                                                    |

## Các phương pháp sản xuất giấy
Giấy có thể sản xuất thủ công hay bằng máy không phụ thuộc vào sợi dùng làm nguyên liệu.
Thành phần chính của giấy là các sợi cellulose. Trước tiên tinh bột, nhựa cây và các thành phần khác của cây được tách ra khỏi cellulose. Sau khi tách ra, cellulose được pha loãng trong nước và giã thành sợi. Khi chế bột này (khoảng 95% là nước) lên một cái rây, phần lớn nước chảy thoát đi. Rây phải được lắc đều, các sợi sẽ nằm chồng lên nhau và tạo thành một tấm giấy. Nếu trên lưới rây có làm một hình mẫu, sợi sẽ nằm chồng ở các chỗ đó ít hơn và khi soi tấm giấy trước ánh sáng có thể nhận thấy được hình chìm trên giấy.

### Sản xuất trước khi công nghiệp hóa

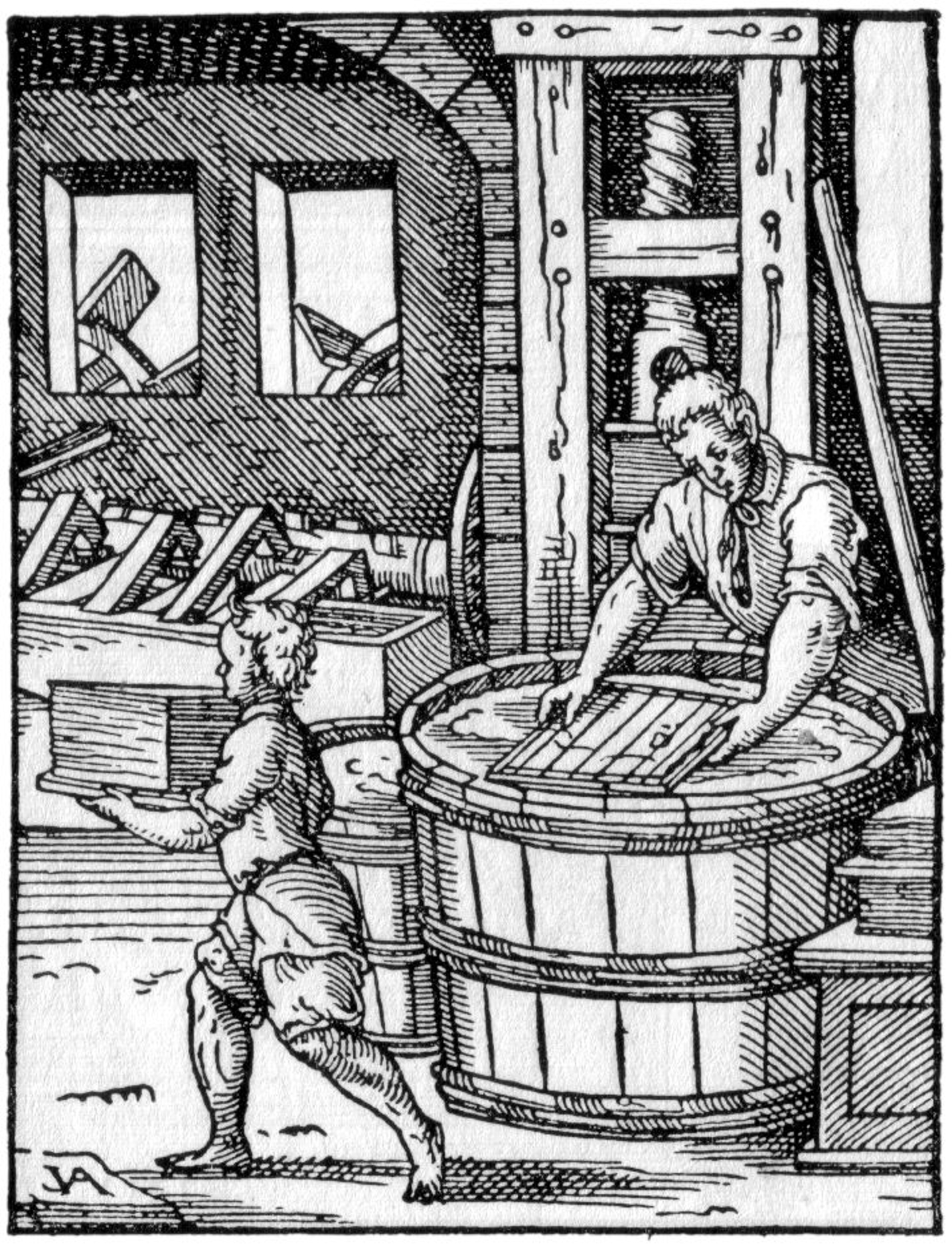
Thợ làm giấy

Cho đến nửa sau thế kỷ thứ 19 các sợi cellulose cần dùng được người làm giấy thu lượm từ quần áo cũ làm từ sợi lanh. Những người thu mua và buôn bán quần áo cũ là những người cung cấp nguyên liệu cho các xưởng xay giấy. Có thời gian quần áo cũ hiếm đến độ đã bị cấm xuất khẩu và người ta đã dùng đến vũ lực để ngăn chặn việc này.
Trong các xưởng xay giấy giẻ được cắt thành mảnh vụn, đôi khi được rửa sạch và làm cho mục nát và sau đó được đưa vào máy giã nhỏ thành sợi. Máy giã hoạt động bằng sức nước.
Trong nửa đầu của thế kỷ thứ 19 người ta chuyển qua tẩy bằng clo thay vì làm cho mục nát rồi rửa sạch. Sợi thất thoát rất ít và ngoài ra còn có thể dùng các loại vải có màu.
Người thợ làm giấy múc tờ giấy từ bột giấy loãng này bằng một cái rây thấp, làm bằng đồng hình chữ nhật có lưới rất tinh, thành rây có thể tháo ra được. Sau đó một người thợ khác ép tờ giấy từ ray lên trên một tấm nỉ trong khi thợ làm giấy múc tờ giấy kế tiếp. Sau khi ép xong các tờ giấy được treo lên để phơi khô trong các phòng lớn và khô ráo, chủ yếu là trong các nhà kho hay trên gác xép. Sau đó giấy được ép thêm một lần nữa, vuốt phẳng, phân loại rồi đóng gói. Nếu là giấy viết thì phải tráng keo bằng cách nhúng vào keo, ép rồi phơi khô.
Qua cách làm bằng tay này, ngày nay chỉ áp dụng cho các loại sợi – và qua đó là giấy – có chất lượng cao, các sợi nằm theo các hướng đều nhau.
Máy Hà Lan (một phát minh của các thợ làm giấy người Hà Lan vào khoảng năm 1670) là bước đột phá kỹ thuật hiện đại. Đấy là một máy sản xuất ra bột giấy không còn dùng giẻ cũ làm vật liệu ban đầu để sản xuất giấy nữa mà phần lớn là từ các dây thừng, dây cáp và lưới đánh cá. Các vật liệu rất cứng này trước tiên được cắt nhỏ trong một máy giã có một ít búa đập và nhiều dao nhọn (Kapperij) rồi được đưa vào một máy xay (Kollergang) để được tiếp tục cắt nhỏ đi.

### Công nghiệp hóa việc sản xuất giấy

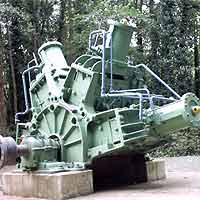
Máy mài gỗ trong Viện bảo tàng công nghiệp "Alte Dombach" tại Bergisch Gladbach (Đức)

Từ khoảng năm 1850 máy mài gỗ được đưa vào sử dụng, mở ra khả năng sản xuất giấy có tầm cỡ công nghiệp từ nguyên liệu gỗ rẻ tiền. Vào khoảng năm 1879 chỉ ở Đức thôi đã có khoảng 340 xưởng mài gỗ như vậy. Loại bột gỗ mài dùng làm giấy này còn chứa chất linhin (lignin) sẽ làm giấy bị ố vàng sau một thời gian. Friedrich Gottlob Keller (1816 – 1895) là người phát minh ra loại giấy làm từ bột gỗ này.

### Sản xuất giấy trong công nghiệp

#### Nguyên liệu
Người ta có thể sản xuất giấy từ nguồn nguyên liệu mới là gỗ, hoặc cũng có thể sử dụng giấy đã sử dụng làm nguyên liệu.
Trong sản xuất mới, nguyên liệu chính để làm giấy là sợi cellulose từ gỗ hoặc rơm rạ. Ngoài ra còn cần dùng đến keo và các chất độn. Độ dài của các sợi cellulose thay đổi tùy theo nguyên liệu làm giấy và có ảnh hưởng lớn đến chất lượng và độ bền về thời gian của giấy. Không phải loại gỗ nào cũng có thể dùng làm giấy trong công nghiệp được. Gỗ từ các loại cây trong bảng dưới đây được coi là thích hợp để dùng làm giấy:
| Cây lá kim (Cây gỗ mềm):                     | Cây lá rộng (Cây gỗ cứng):                                      |
| - Vân sam - Linh sam - Thông - Thông rụng lá | - Sồi - Dương - Cáng lò (Cây bulô) - Bạch đàn (Cây khuynh diệp) |

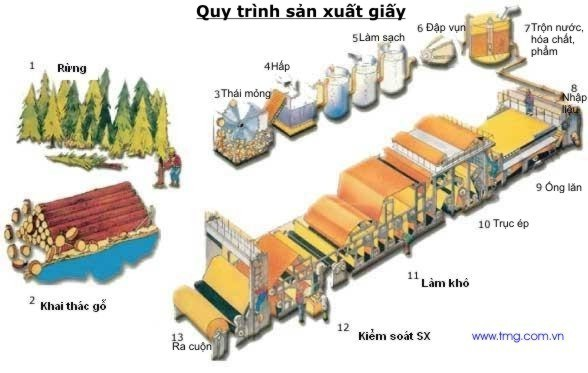
Lược đồ quy trình sản xuất giấy công nghiệp
1 và 2: khai thác gỗ từ rừng
3: Thái mỏng
4: Hấp
5: Làm sạch
6: Đập vụn
7: Trộn nước, hóa chất, phẩm
8: Nhập liệu
9: Ống lăn
10: Trục ép
11: Lô sấy, ép quang
12: Kiểm soát sản xuất
13: Ra cuộn

Điều kiện ở từng địa phương và số lượng có sẵn quyết định loại gỗ nào được sử dụng làm nguyên liệu nguyên thủy. Các loại cây tăng trưởng nhanh thí dụ như cây dương đáp ứng được nhu cầu lớn của công nghiệp. Trên nguyên tắc tất cả các loại có cellulose đều có khả năng được sử dụng để sản xuất giấy. Giấy cũ ngày càng được sử dụng nhiều hơn để làm nguyên liệu. Tại Đức, giấy cũ chiếm gần 50% các nguyên liệu được sử dụng để làm các loại giấy, bìa cứng và các tông.
Ở châu Âu và châu Mỹ người ta còn sử dụng cây lúa mì và lúa mạch đen để lấy sợi, ở Bắc Phi một số loại cỏ, tại Nhật cho tới ngày nay rơm từ cây lúa vẫn được sử dụng và ở Ấn Độ là cây tre.
Việc dùng giấy đã qua sử dụng làm nguyên liệu sản xuất giấy hiện là phương hướng đang phát triển của công nghiệp giấy. 
- Ưu điểm: việc sử dụng giấy phế liệu làm bột giấy chỉ cần đánh tơi và nghiền với thời gian ngắn hơn sử dụng gỗ (28 phút so với 45 phút); góp phần giải quyết các vấn đề về môi trường.
- Nhược điểm: bột giấy loại này có độ bụi cao - trên 10 hạt với kích thước 0.4mm²/1m²[4].

### Sản xuất bột giấy
Gỗ có thể được xử lý cơ học hay hóa học

#### Xử lý cơ học

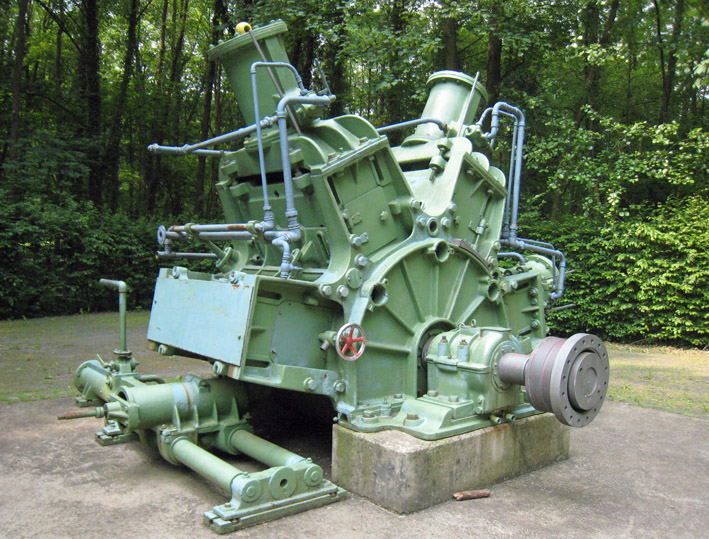
Sơ đồ máy mài gỗ

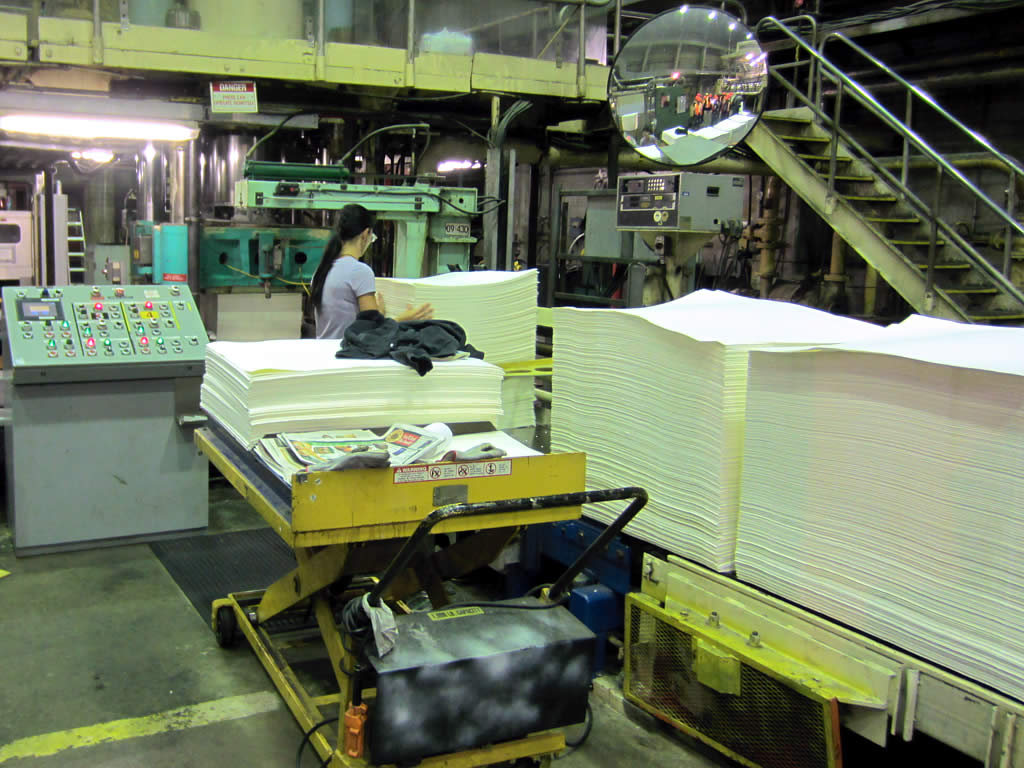
Bột giấy gỗ mềm tẩy trắng phương bắc trong nhà máy giấy Harmac Pacific ở Nanaimo, Canada

- Bột gỗ mài trắng: được mài từ gỗ đã được bóc vỏ trong các máy mài gỗ.
- Bột gỗ mài nâu: hình thành khi các cuống cây được thấm ướt trong các nồi nấu trước khi được mài.
- Bột nhiệt cơ: được sản xuất từ phế liệu gỗ được băm nhỏ và vỏ bào của các xưởng cưa. Theo phương thức TMP (thermo-mechanical pulp), hay "bột nhiệt cơ", chúng được làm thấm ướt ở 130 °C. Các liên kết linhin (lignin) nhờ vậy bị yếu đi. Sau đó nước được thêm vào và các miếng gỗ này được nghiền trong các máy nghiền (refiner). Nếu hóa chất được sử dụng thêm vào trong lúc thấm ướt phương pháp này được gọi là phương pháp CTMP (chemo-thermo-mechanical pulp), hay "bột hóa nhiệt cơ".

Nếu chỉ dùng các phương thức cơ để sản xuất, thành phần của bột gỗ không phải là các sợi cellulose mà là các liên kết sợi đã được mài và nghiềm nhỏ ra. Để có thể lấy được sợi nguyên thủy phải dùng đến các biện pháp xử lý gỗ bằng hóa học.

#### Xử lý hóa học
Các mảnh gỗ được xử lý hóa học bằng cách nấu. Sau khi nấu 12 đến 15 tiếng các sợi sẽ được tách ra khỏi các thành phần cứng đi cùng với cellulose. Nhìn theo phương diện hóa học, gỗ bao gồm:
- 40% - 50% cellulose
- 10% - 55% hemicellulose
- 20% - 30% linhin (lignin)
- 6% - 12% các hợp chất hữu cơ khác
- 0,3% - 0,8% hợp chất vô cơ

Tùy theo hóa chất được dùng để nấu, người ta phân biệt ra các phương pháp kiềm, sunfit (sulfit) và sunfat (sulfat). Phần linhin còn sót lại sau khi nấu sẽ làm cho bột giấy có màu vàng hay nâu vì thế mà phải rửa sạch và tẩy bột giấy.
Sản lượng sản xuất bột giấy theo phương pháp hóa học ít hơn là sản xuất bột gỗ. Các sợi cellulose có ưu điểm là dài hơn, bền và mềm mại hơn. Các sợi cellulose từ các cây lá kim thường dài khoảng 2,5 cho đến 4 mm, sợi từ các cây lá rộng dài khoảng 1 mm.
Bột giấy sunfat so với bột giấy sunfit thì dài hơn và bền hơn vì thế chủ yếu được sử dụng để làm giấy in và giấy viết có độ trắng cao. Bột giấy sunfit đa số được dùng để sản xuất các loại giấy vệ sinh mềm.
Bột giấy cần phải được tẩy để làm giấy trắng. Bột giấy sunfat thông thường được tẩy bằng clo, vì thế mà nước thải sẽ nhiễm các hợp chất cácbon của clo.
Cl2 + H2O → H+ + Cl- + HClO
2 NaOH + Cl2 → NaOCl + NaCl + H2O
Bột sunfit được tẩy bằng hiđrô perôxít hay bằng oxy. Kỹ thuật thân thiện hơn với môi trường, thay thế tẩy sử dụng clo bằng sử dụng oxy và dioxide clo.
2 NaClO3 + H2SO4 + SO2 → 2 ClO2 + 2 NaHSO4
Bột giấy tẩy không có clo có độ bền của sợi kém hơn là tẩy bằng clo, nhưng do ít ô nhiễm đến môi trường hơn nên ngày càng được dùng nhiều hơn.

#### Phương pháp organocell
Phương pháp organocell sản xuất bột giấy không có lưu huỳnh và vì thế mà thân thiện với môi trường hơn. Các mảnh gỗ được nấu với hỗn hợp nước và mêtanol (methanol) có cho thêm dung dịch kiềm qua nhiều giai đoạn dưới áp suất và ở nhiệt độ đến 190 °C. Qua đó linhin và hemicellulose được hòa tan ra. Sau đó phải rửa sạch qua nhiều giai đoạn rồi tẩy và tháo nước.
Mêtanol và kiềm được lấy lại qua một phương pháp tái chế được tiến hành song song với sản xuất bột giấy. Ngoài ra còn thu được linhin và hemicellulose không chứa lưu huỳnh được sử dụng tiếp tục trong công nghiệp hóa học.

#### Khử mực giấy cũ
Các phương pháp khử mực giấy loại có mục đích chính là nhằm loại bỏ các hạt mực cũng như các chất phụ gia khác như chất độn, các hạt mang màu trong quá trình tráng phủ ra khỏi thành phần sơ xợi. 
Hai phương pháp khử mực giấy loại (de-inking) được sử dụng phổ biến rộng rãi ngày nay trên thế giới là phương pháp tuyển nổi (flotation) và rửa (washing). Phương pháp tuyển nổi thích hợp với các hạt mực và các hạt phụ gia có kích thước từ 10 đến 250 µm trong khi phương pháp rửa thích hợp với kích thước hạt mực và phụ gia từ 30 µm trở xuống. Ngày nay phần lớn các nhà máy tái chế giấy loại thường ứng dụng cả hai phương pháp khử mực bằng tuyển nổi và rửa trong quá trình sản xuất.
1. Phương pháp tuyển nổi:
Sử dụng nguyên lý bám dính của các hạt vật chất vào bong bóng khí để loại bỏ mực in và các chất phụ gia của giấy loại như chất độn, các hạt mang màu... Có thể chia ra các công đoạn chính trong quá trình tuyển nổi như sau:
  1. Giai đoạn tách mực ra khỏi sơ xơi:
Mực in được in vào bề mặt của sơ xợi bằng nhiều phương pháp khác nhau như in offset, in gravure, in UV-Curing, in letter press hay in flexo và trong giai đoạn đầu tiên của phương pháp khử mực, người ta phải tách các hạt mực in này cùng với các hạt phụ gia ra khỏi bề mặt của sơ xợi. Giai đoạn này trong sản xuất được thực hiện ở máy nghiền thủy lực với sự hỗ trợ của một số hóa chất khử mực như NaOH (sodium hydroxide), Na2CO3 (sodium silicate), H
2O
2 (Hydrogen peroxide), các chất hoạt tính bề mặt (surfactant)...
Dưới tác dụng của các hóa chất khử mực, mối liên kết giữa mực in và sơ xợi bị lỏng đi, trở nên kém bền vững đồng thời các hạt mực cũng trở nên kỵ nước, bị xé nhỏ và tách ra khỏi sơ xợi dưới tác dụng của các dao trong quá trình nghiền thủy lực.
  2. Giai đoạn loại bỏ mực ra khỏi sơ sợi trong quán trình tuyển nổi:
Sau khi mực và các hạt phụ gia được tách ra khỏi bề mặt sơ xợi, chúng ta sẽ phải loại bỏ chúng để thu được sơ xợi "sạch" để sản xuất giấy. Như đã trình bày ở trên, phương pháp tuyển nổi dùng các bọt khí để loại bỏ các hạt mực và các hạt phụ gia. Về lý thuyết có thể ứng dụng với các hạt chất rắn có kích thước từ 10 đến 500 µm nhưng hiệu quả nhất đối với tuyển nổi giấy tái chế là từ 10 đến 250 µm. Do tác dụng của hóa chất (các chất lựa chọn) và đặc biệt là sự có mặt của các ion calci mang điện dương 2+ trong nước, các phân tử của xà phòng kết hợp với các ion Calci này tạo ra các hạt vật chất nhỏ điện tích mang điện dương, qua đó dễ dàng đính với các hạt mực (điện âm). Bởi vì các chất lựa chọn như soap là một chuỗi hydrocarbon gồm cả phần kỵ nước và háo nước (ví dụ như stearic acid)nên các hạt mực được đính kèm với các hạt vật chất nhỏ mang điện dương (sản phẩm của soap collector and calcium có trong nước), rồi qua đó tiếp tục đính với các hạt mực khác (cũng đã được đính với các hạt mang điện dương) và tạo thành các cụm mực nhỏ và các cụm mực nhỏ này tiếp tục được đính vào các bong bóng khí nhờ tính kỵ nước và háo nước của soap collector.

#### Xử lý bột trước khi sản xuất giấy
Bột giấy được nghiền trong các máy nghiền (refiner) trước khi đưa qua máy giấy. Bên trong máy nghiền dung dịch bột giấy đậm đặc chảy qua giữa một trục lăn có dao và các dao gắn cố định. Sợi sẽ được cắt (nghiền thô) hay ép (nghiền tinh) tùy theo các điều chỉnh dao. Hai đầu của sợi cellulose sẻ bị tưa ra giúp cho các sợi liên kết với nhau tốt hơn khi tấm giấy hình thành.
Các loại giấy hút nước, có thể tích cao và mềm mại hình thành từ các sợi được nghiền thô như giấy thấm. Sợi được nghiền tinh được dùng để sản xuất các loại giấy cứng và bền, ít thấm nước có tính trong suốt thí dụ như giấy vẽ kỹ thuật. Ngoài ra khi nghiền các sợi cellulose còn có thể được cắt ngắn đi. Chiều dài của sợi và cách nghiền bột quyết định chất lượng của giấy.

#### Máy xeo giấy

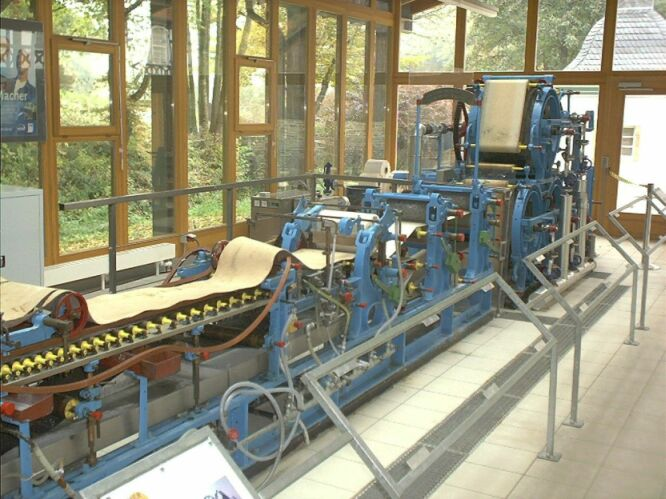
Máy sản xuất giấy

Giấy được tạo thành tấm trên máy xeo giấy. Dung dịch bột giấy (99% là nước) sau khi được làm sạch nhiều lần chảy lên mặt lưới. Trên lưới này phần lớn nước chảy thoát đi và cấu trúc của tờ giấy bắt đầu thành hình. Bên dưới lưới có đặt máy hút nước để giúp thoát nước. Giấy sản xuất công nghiệp có hai mặt: mặt lưới và mặt láng, các sợi giấy hầu như đều hướng về một chiều: chiều chạy của lưới. Sau đó giấy được ép rồi đưa qua phần sấy tiếp theo là được ép láng và cuộn tròn.

#### Chất độn
Ngoài sợi cellulose ra bột giấy còn được trộn thêm đến 30% các chất độn:
- Cao lanh (China clay)
- Tinh bột
- Blanc fixe
- Dioxide titan
- Phấn

Các chất độn làm đầy phần không gian giữa các sợi giấy và làm cho giấy mềm mại và có bề mặt láng hơn. Thành phần của chất độn sẽ quyết định độ trong suốt hay độ mờ đục của giấy. Để chống không lem mực phải cần đến keo.

## Tiêu chuẩn kích thước giấy
Khổ giấy theo tiêu chuẩn quốc tế EN ISO 216 xuất phát từ chuẩn DIN 476 do Viện tiêu chuẩn Đức (Deutschen Institut für Normung - DIN) đưa ra năm 1922. Song song với tiêu chuẩn này còn có các hệ thống khác như tại Hoa Kỳ hay Canada.

## Phân loại giấy tại Việt Nam theo HS

### Chương 48
Theo bảng phân loại HS, giấy chủ yếu được xếp vào nhóm 48

1. Giấy in báo, dạng cuộn hoặc tờ: 
 Là loại giấy không tráng dùng để in báo, có tỷ trọng sợi gỗ thu được từ phương pháp chế biến cơ học hoặc cơ-hoá học lớn hơn hoặc bằng 65% tổng lượng sợi, không hồ hoặc dát rất mỏng, có độ ráp bề mặt Parker Print Surt (IMPa) trên 2.5 micromet, định lượng không dưới 40 g/m², nhưng không quá 65 g/m².
2. Giấy không tráng (uncoated paper) được dùng để viết, in và các mục đích in ấn khác; giấy làm thẻ hoặc dải đục lỗ:
Nhóm này bao gồm giấy được làm từ bột giấy đã tẩy trắng hoặc bột giấy thu được từ phương pháp chế biến cơ học hoặc hóa cơ, thoả mãn một trong những tiêu chuẩn sau đây:
2.1. Đối với giấy định lượng ≤ 150g/m²:
2.1.1. Chứa ≥ 10% lượng sợi thu được bằng phương pháp cơ học hoặc hóa cơ, và:
2.1.1.1. Định lượng ≤ 80g/m²; hoặc
2.1.1.2. Nhuộm màu toàn bộ
2.1.2. Chứa ≥ 8% cặn, và:
2.1.2.1. Định lượng ≤ 80g/m²; hoặc
2.1.2.2. Nhuộm màu toàn bộ
2.1.3. Chứa ≥ 3% cặn, có độ sáng ≥ 60%
2.1.4. Chứa ≥ 3% và ≤ 8% cặn, có độ sáng ≤ 60% và chỉ số bục (burst index) ≤ 2.5 kPa.m²/g
2.1.5 Chứa ≤ 3% cặn, có độ sáng ≥ 60%, chỉ số bục (burst index) ≤ 2.5 kPa.m²/g
2.2. Đối với giấy định lượng ≥ 150g/m²:
2.2.1. Nhuộm màu toàn bộ
2.2.2. Có độ sáng ≥ 60% và:
2.2.2.1. Độ dày ≤ 225 micromet, hoặc
2.2.2.2. Độ dày ≥ 225 micromet nhưng ≤ 508 micromet và lượng cặn ≥ 3%
2.2.3. Có độ sáng ≤ 60%, dộ dày 254 micromet và lượng cặn ≥ 8%
3. Giấy vệ sinh, khăn lau mặt, lau tay, khăn ăn và các loại tương tự dùng cho mục đích nội trợ, vệ sinh; giấy nỉ xenlulô và giấy nỉ mỏng bằng sợi xenlulô; có thể đã được làm nhăn, dập nổi, tạo lỗ châm kim, nhuộm màu bề mặt, trang trí hoặc in bề mặt, dạng cuộn hoặc tờ
4. Giấy và bìa Kraft không hồ trắng, dạng cuộn hoặc tờ: Giấy có tỷ trọng sợi gỗ thu được bằng phương pháp chế biến hoá học soda hoặc sunphat chiếm ≥ 80% tổng lượng sợi.
Trong nhóm này có nhóm 4804.11 và 4804.19 giấy gói hàng được hiểu là giấy được hoàn thiện bằng máy hoặc được láng bằng máy, có tỷ trọng sợi gỗ thu được từ phương pháp chế biến hoá học soda hoặc sunphat chiếm ≥ 80%, dạng cuộn, định lượng xấp xỉ 115g/m², có chỉ số cháy Mullerf tối thiểu được tính bằng phương pháp nội suy hoặc ngoại suy tuyến tính theo bảng kết quả dưới đây:
Định lượng (g/m²): 115; 125; 200; 300; 400
Chỉ số cháy Mullerf tối thiểu: 393; 417; 637; 824; 961
Trong nhóm này có nhóm 4804.21 và 4804.29 "giấy kraft làm bao" là giấy được hoàn thiện bằng máy có tỷ trọng sợi gỗ thu được từ phương pháp ché biến hoá học soda hoặc sunphat ≥ 80%, dạng cuộn, định lượng ≥ 60g/m² và ≤ 115 g/m², thoả mãn một trong các điều kiện sau:
4.1. Có chỉ số cháy Mullen ≥ 3.7 kPa.m²/g và hệ số căng ≥ 4.5% theo chiều ngang và ≥ 2% theo chiều máy
4.2. Có chỉ số độ dai và độ giãn được tính bằng phương pháp nội suy - ngoại suy tuyến tính từ bảng tính dưới đây:
| Định lượng (g/m²)                                     | 60    | 70    | 80    | 100   | 115   |
| ----------------------------------------------------- | ----- | ----- | ----- | ----- | ----- |
| Độ dai tối thiểu theo chiều máy (mN)                  | 700   | 830   | 965   | 1.230 | 1.425 |
| Độ dai tối thiểu theo chiều máy + chiều ngang mN      | 1.510 | 1.790 | 2.070 | 2.536 | 3.060 |
| Độ giãn tối thiểu theo chiều ngang (kN/m)             | 1.9   | 2.3   | 2.8   | 3.7   | 4.4   |
| Độ giãn tối thiểu theo chiều máy + chiều ngang (kN/m) | 6     | 7.2   | 8.3   | 10.6  | 12.3  |

5. Giấy và bìa không tráng khác, không hồ khác, dạng cuộn hoặc tờ, chưa được gia công thêm hoặc xử lý khác
6. Giấy đã sunphua hoá, giấy chống thấm dầu, giấy can (tracing paper) và giấy bóng kính, các giấy bóng trong và giấy bóng mờ khác, dạng cuộn hoặc tờ
7. Giấy hỗn hợp được làm bằng cách dán các lớp giấy phẳng lại với nhau bởi một lớp keo dính, không hồ trắng hoặc thấm tẩm bề mặt, có hoặc không có gia cố bên trong, dạng cuộn hoặc tờ.
8. Giấy đã gấp nếp làn sóng (có thể đã được dán các tờ phẳng lên mặt) đã làm vân, làm nhăn, dập nổi hoặc soi lỗ, dạng cuộn hoặc tờ
9. Giấy than, giấy tự copy và các loại giấy để sao chụp khác (kể cả giấy đã hồ trắng hoặc thấm tẩm dùng cho máy đánh giấy nến hoặc in bản kẽm) đã hoặc chưa in, dạng cuộn hoặc tờ
10. Giấy đã hồ trắng (giấy tráng - coated paper) 1 hoặc cả hai mặt bằng một lớp cao lanh hoặc các chất vô cơ khác, có thể có thêm chất kết dính, không có lớp phủ ngoài nào khác, có thể đã nhuộm màu bề mặt, trang trí hoặc in bề mặt, dạng cuộn hoặc tờ
11. Giấy nỉ xenlulô, giấy nỉ mỏng bằng sợi xenlulô đã hồ trắng, thấm tẩm, phu nhuộm màu bề mặt, có thể được trang trí hoặc in bề mặt, dạng cuộn hoặc tờ
12. Khối lọc, thanh tấm lọc, bột giấy dạng tấm
|  |  |

13. Giấy cuốn thuốc lá, có thể đã được chia cắt thành miếng nhỏ hoặc cuốn sẵn thành ống
14. Giấy dán tường và các loại giấy phủ tường tương tự
|  |  |

15. Tấm phủ sàn
|  |

16. Giấy than, giấy tự copy và các loại giấy dùng để sao chụp khác, giấy nến và các bản in offset bằng giấy
17. Phong bì, thiếp mời, bưu thiếp, danh thiếp, các loại hộp, túi và các sản phẩm tương tự bằng giấy khác để đựng thư từ trao đổi
|  |  |

18. Giấy dùng cho vệ sinh và các loại giấy tương tự, giấy nỉ, giấy nỉ mỏng bằng sợi xenlulô dùng mục đích cắt theo hình dạng, kích thước khăn lau tay, khăn mặt, khăn trải bàn, khăn ăn, tã lót, băng vệ sinh, khăn trải giường, đồ dùng nội trợ, vệ sinh và một số, các vật phẩm trang trí, đồ phụ tùng tương tự
19. Thùng, sắc, túi nhỏ và các loại bao bì khác bằng giấy
20. Sổ đăng ký, sổ sách kế toán, vở ghi chép (Sổ đặt hàng, biên lai), sổ ghi nhớ, nhật ký, vở bài tập...
21. Các loại nhãn bằng giấy hoặc bìa, đã hoặc chưa in
22. Ống lõi, tuýp, suốt, cửi và các loại tương tự bằng bột giấy, giấy hoặc bìa, đã hoặc chưa đục lỗ hoặc làm cứng.
23. Giấy bìa, giấy xenlulo và giấy nỉ mỏng sợi xenlulo khác, cắt theo kích cỡ hoặc mẫu, các vật phẩm khác bằng bột giấy, giấy hoặc bìa giấy, giấy nỉ xenlulo hoặc giấy nỉ mỏng sợi xenlulo

### Chương khác
Ngoài ra, có một số loại giấy được phân vào các nhóm khác:

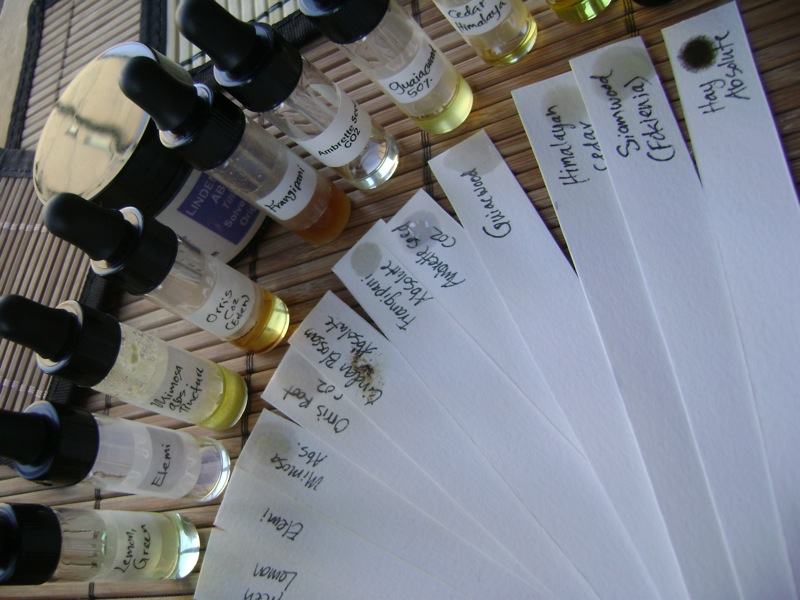
Giấy tẩm nước hoa để phân định

24. Giấy thơm, các loại giấy đã thấm tẩm mỹ phẩm: nhóm 33
25. Giấy hoặc tấm lót xenlulo đã thấm tẩm, tráng, phủ bằng xà phòng hoặc chất tẩy (nhóm 34.01), hoặc bằng các chất đánh bóng, kem hoặc các chế phẩm tương tự: nhóm 34.05)
26. Giấy hoặc cáctông có phủ lớp chất nhạy (Photographic paper): nhóm 37.01 đến 37.04, chưa phơi sáng hoặc đã phơi sáng nhưng chưa tráng
|  |  |

27. Giấy được thấm tẩm chất thử chẩn đoán (Paper chromatography) hoặc chất thử thí nghiệm: nhóm 38.22
28. Giấy được gia cố bằng tấm plastic, hoặc một lớp giấy hoặc cáctông được tráng hoặc phủ một lớp plastic, lớp plastic này dày hơn 1/2 tổng bề dày, hoặc các sản phẩm làm bằng loại giấy này (trừ các tấm phủ tường thuộc nhóm 48.14): nhóm 39
|  |

29. Giấy hoặc các tông ráp (Sandpaper): nhóm 68.05; giấy hoặc cáctông bồi mica: nhóm 68.14

## Các tiêu chuẩn đánh giá chất lượng giấy

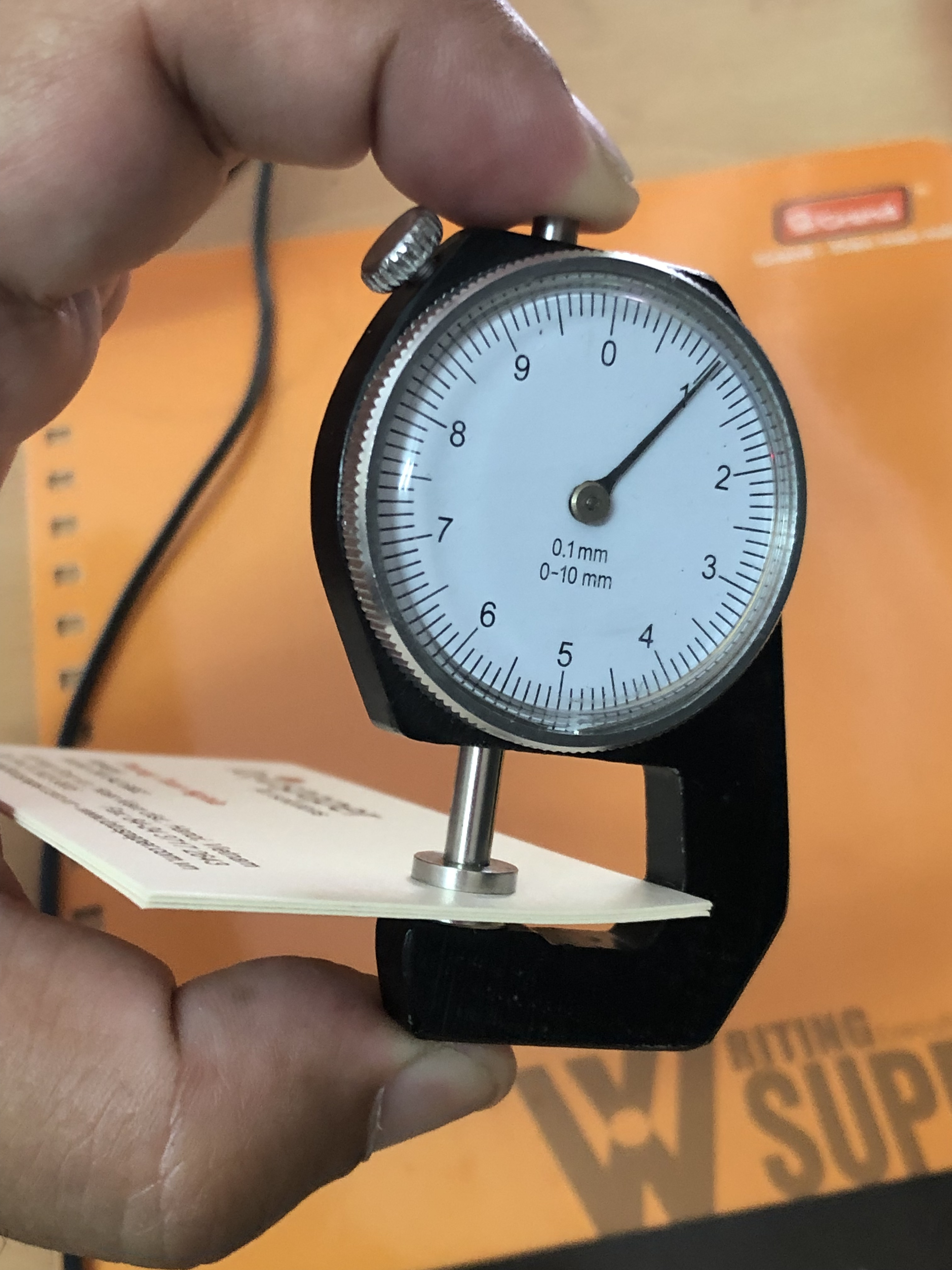
Thước đo độ dày của giấy dạng cơ học

Các tiêu chuẩn dùng để đánh giá chất lượng giấy bao gồm: độ trắng, định lượng giấy, độ dày, độ cứng, độ đục, độ trong, độ bền xé, độ bền gấp, chiều dài đứt, độ ẩm, độ hút nước, độ kiềm, độ sần, độ nhám, độ tro và khối lượng riêng.

### Theo định lượng
- Giấy lụa, giấy mỏng: ≤40 g/m²
- Giấy: 40 - 120 g/m²
- Giấy bìa: 120 - 200 g/m²
- Bìa: >200 g/m²

### Theo màu sắc
- Nâu: giấy chưa tẩy trắng
- Trắng: giấy đã tẩy trắng
- Giấy màu: giấy đã tẩy trắng và nhuộm màu dye hoặc pigment.

### Theo ứng dụng
- Công nghiệp: giấy bao bì, giấy gói, giấy lọc, giấy cách điện...
- Văn hóa: giấy viết, giấy in, giấy báo, giấy in tiền...
- Lương thực: giấy gói thực phẩm, giấy gói kẹo, giấy túi chè...

### Theo vật liệu
- Sợi gỗ: giấy sản xuất từ sợi gỗ
- Nông sản: rơm, cỏ...
- Tái chế: rác thải hoặc bột giấy thứ cấp

### Theo xử lý bề mặt
- Giấy tráng: tráng cao lanh hoặc các hợp chất vô cơ khác
- Giấy không tráng: không tráng cao lanh hoặc các hợp chất vô cơ khác
- Giấy tráng nhôm, thiếc, hợp chất cao phân tử...

### Theo kỹ thuật kết thúc quá trình sản xuất
- Giấy cán láng và siêu cán láng
- Giấy tráng men
- Giấy có bề mặt được làm bóng 1 mặt hoặc cả hai mặt